# Kalibr (tên lửa)
3M-54 Klub là một tổ hợp tên lửa hành trình đa năng do Phòng thiết kế Novator (OKB-8) của Nga phát triển. Tên ký hiệu NATO của tổ hợp tên lửa này là SS-N-27. Hiện nay đã có các phiên bản phóng từ máy bay, tàu mặt nước, tàu ngầm và bệ phóng trên xe tải.
Tổ hợp này được thiết kế để có thể sử dụng nhiều loại đầu đạn khác nhau, cho phép nó tiêu diệt được nhiều loại mục tiêu, từ các tàu chiến hải quân như tàu nổi mặt nước, tàu ngầm cho tới các mục tiêu cố định trên đất liền. Đối với biến thể chống hạm 3M-54 (Sizzler), ở pha cuối tên lửa bay với vận tốc siêu âm tới mục tiêu, khiến cho các hệ thống phòng thủ của mục tiêu không có đủ thời gian kịp phản ứng. Biến thể tấn công đất liền 3M-54T có vận tốc cận âm có tính năng giống như tên lửa hành trình Tomahawk và ASROC của Mỹ, nhưng có tầm bắn xa hơn và có thể gắn trên nhiều phương tiện phóng hơn.

## Thiết kế
Tên lửa là một tổ hợp mô-đun, hiện tại có năm loại đầu nổ và hệ thống điều khiển khác nhau: hai loại đầu nổ chống chiến hạm, một loại đầu nổ chuyên dùng cho tấn công mục tiêu trên mặt đất, và hai loại đầu nổ chống ngầm. Tên lửa được thiết kế để có thể dùng chung các thành phần phụ tùng thiết bị giữa các biến thể phóng từ tàu ngầm và tàu nổi, chỉ có một khác biệt duy nhất là trong việc thiết kế các hệ thống phóng tên lửa và con-ten-nơ chứa tên lửa. Có thể một phiên bản phóng từ máy bay đang được phát triển.
So với loại tên lửa BGM-109 Tomahawk nổi tiếng của Mỹ, "Kalibr" có nhiều tính năng vượt trội hơn:
- "Kalibr" có tầm bắn ít nhất là tương đương so với Tomahawk Block IV (một số nguồn cho là Kalibr bắn xa hơn khoảng 1,5 lần), vận tốc hành trình xấp xỉ nhau (khoảng 270 m/s) và cũng có khả năng bay men theo địa hình để tránh radar. Tuy nhiên, Kalibr có một khả năng mà Tomahawk không có: đầu đạn tên lửa có trang radar chủ động, cho phép tên lửa có thể tấn công chính xác mục tiêu dù GPS bị gây nhiễu.
- Phiên bản chống hạm của Kalibr là SS-N-27 Sizzler (3M54 và 3M-54E) có tầm bắn 660 km, vận tốc giai đoạn cuối nhanh gấp 3 lần vận tốc âm thanh, khiến cho hệ thống phòng không của tàu chiến đối phương rất khó chống lại. Trong khi đó, phiên bản chống hạm của Tomahawk chỉ có tầm bắn 460 km và không có khả năng bay với vận tốc siêu âm.
- "Kalibr" có thể lắp đặt cho cả tàu ngầm và tàu nổi cỡ nhỏ (choán nước chỉ cỡ 500 tấn), chiến đấu cơ đa mục tiêu Su-35 và MiG-35 và cả các bệ phóng di động bằng xe tải trên đất liền. Trong khi đó, BGM-109 Tomahawk chỉ được lắp đặt trên các tàu chiến cỡ lớn hoặc máy bay ném bom hạng nặng như B-52 hoặc B-2, phiên bản bệ phóng xe tải BGM-109 Tomahawk trên đất liền từng được giới thiệu nhưng về sau bị hủy bỏ theo Hiệp ước cắt giảm vũ khí hạt nhân tầm trung (Hiệp ước INF) ký kết với Liên Xô vào năm 1987.[7]. Nhờ khả năng lắp đặt đa dạng trên nhiều thiết bị phóng giá rẻ, những quân đội sở hữu Kalibr không cần tốn kém nhiều chi phí mà vẫn có thể xây dựng hàng trăm bệ phóng để tung ra những đòn tấn công mạnh.
- Ngoài ra, một phiên bản Kalibr không công bố rộng rãi được phát triển năm 2012, được thông báo là có tầm bắn xa hơn 2,5 lần so với Tomahawk Block IV (4.000 km so với 1.600 km). Tên lửa có thể được điều khiển đường bay trên khắp hành trình để có thể thay đổi mục tiêu tấn công dù đã được phóng đi. Vận tốc tối đa ở giai đoạn bay cuối có thể tăng vọt từ 0,9 Mach lên tới 3 Mach để nâng cao khả năng đột phá hệ thống phòng không đối phương[cần dẫn nguồn].

## Biến thể chống tàu "Sizzler"

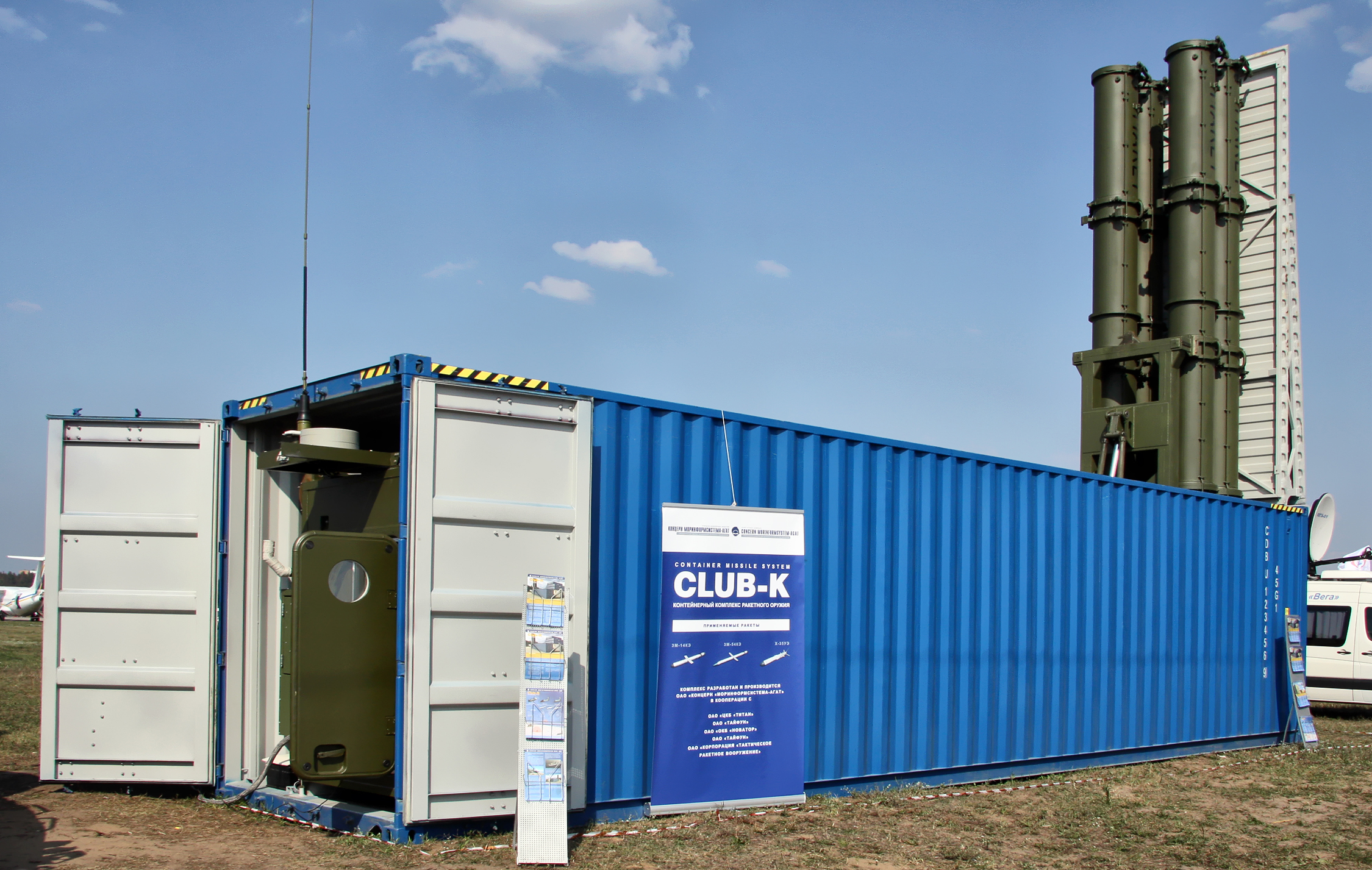
Hệ thống tên lửa 3M-54 Klub S triển khai trong container

Biến thể Sizzler (3M54 và 3M-54E) được thiết kế để đột phá hệ thống phòng thủ của tàu chiến bằng chế độ bay sát mặt sóng ở tốc độ cận âm, sau đó vọt lên cao và tăng tốc lên tốc độ Mach 3, rồi sau đó lại hạ thấp độ cao và tấn công vào thân tàu. Nó có thể cơ động bay tự vệ với góc rất lớn ngược với đường bay tuyến tính thường của các tên lửa hành trình chống tàu khác.
Khi tiếp cận mục tiêu, đầu đạn sẽ tách ra từ động cơ chính và tăng tốc nhanh gấp 3 lần vận tốc âm thanh, đầu đạn tiếp cận mục tiêu ở tốc độ hơn 1 km/s ở độ cao 5-10 mét, khiến cho các hệ thống phòng không của đối phương rất khó chống lại. Sở dĩ có được điều này bởi các nhà thiết kế Nga đã cho Sizzler có khả năng "tự cắt bỏ" đôi cánh bay, nhờ đó nó đạt tốc độ cao hơn đồng thời cũng linh hoạt hơn trước các hệ thống phòng không của đối phương.
Phiên bản xuất khẩu 3M-54E có tầm bắn khoảng 220 km. Biến thể nội địa 3M-54 (dành riêng cho quân đội Nga) được cho là có tầm bắn xa hơn 2-3 lần, khoảng 440–660 km.

## Biến thể tấn công đất liền "Kalibr"
Biến thể 3M-14 Бирюза (Biryuza) hoặc "Kalibr" dùng để tấn công các mục tiêu trên đất liền như trung tâm chỉ huy, sân bay, kho tàng... Tên lửa 3M-14T có chiều dài 8,9 m, đường kính 0,53 m, trọng lượng phóng 2.300 kg mang theo đầu đạn nặng 450 kg. Tên lửa được phóng ở trạng thái thẳng đứng với sự trợ giúp của động cơ tăng cường nhiên liệu rắn. Ở trạng thái ổn định, động cơ tuốc bin phản lực cánh quạt đẩy sẽ đưa 3M-14T vượt hàng nghìn km tới mục tiêu với tốc độ bay cận âm. Tên lửa 3M-14T được trang bị hệ thống định vị quán tính, vệ tinh GLONASS trên hành trình bay, ở pha cuối tiếp cận mục tiêu trang bị radar chủ động ARGS-14 đem lại độ chính xác rất cao. Sai số chính xác của phiên bản này chỉ chưa đầy 3 mét.
Ban đầu phương Tây ước tính rằng tầm bay xa của "Kalibr" là khoảng 600 – 900 km. Đòn tấn công ngày 7/10/2015 của Nga vào các mục tiêu tại Syria đã cho thấy "Kalibr" thực sự có tầm bắn ít nhất là 1.500 km. Theo thông báo của Chuẩn Đô đốc Viktor Kochemazov thuộc Bộ Tổng tham mưu Hải quân Nga, "Kalibr" có khả năng diệt mục tiêu ở khoảng cách lên đến 2.000 km. Chuẩn Đô đốc Sergei Alekminsky, chỉ huy đội tàu Caspi đã phóng tên lửa thì nêu ra con số 2.600 km. Các chuyên gia quân sự của Nga trên báo Sputnik giả thiết rằng phạm vi hoạt động của "Kalibr" có thể đạt đến 4.000 km.
Biến thể xuất khẩu của "Kalibr" có tên là Klub, tầm bắn bị cắt giảm còn 300 km.

## Biến thể

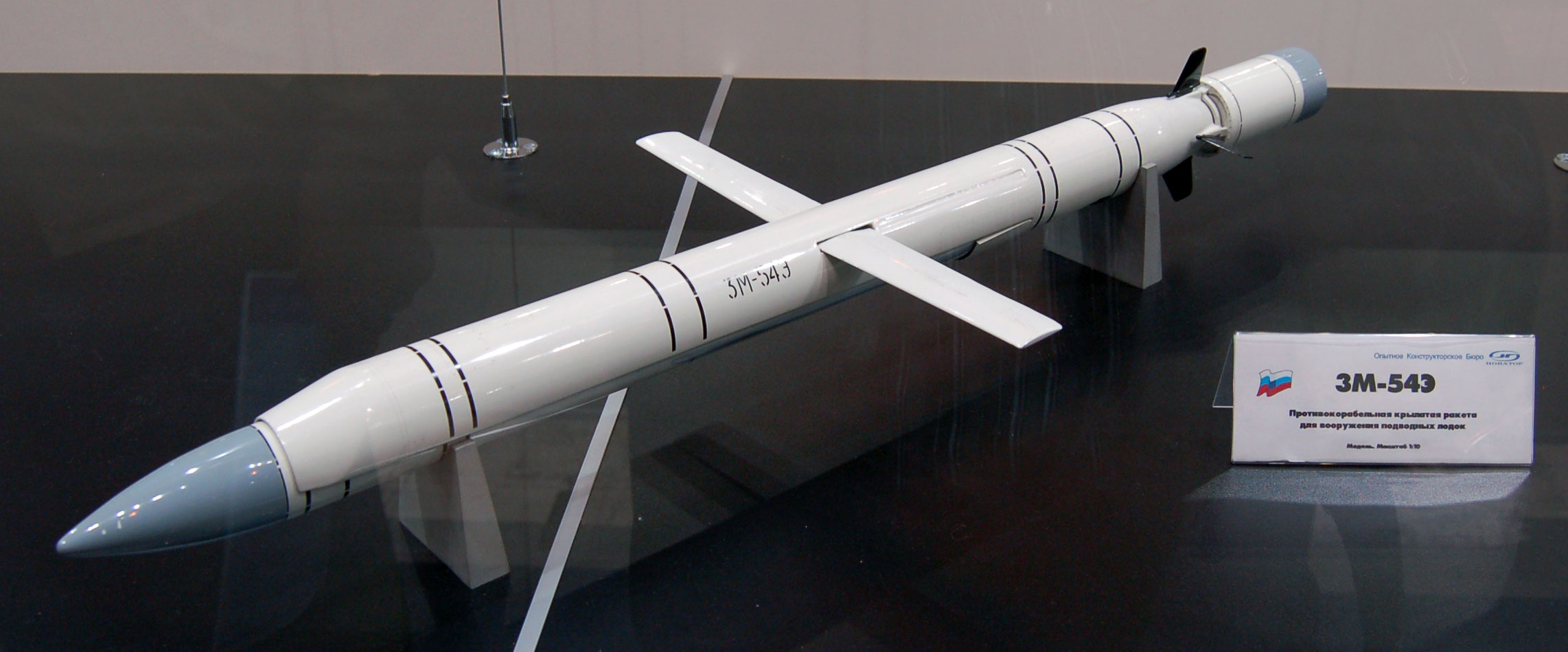
Mô hình 3M-54E

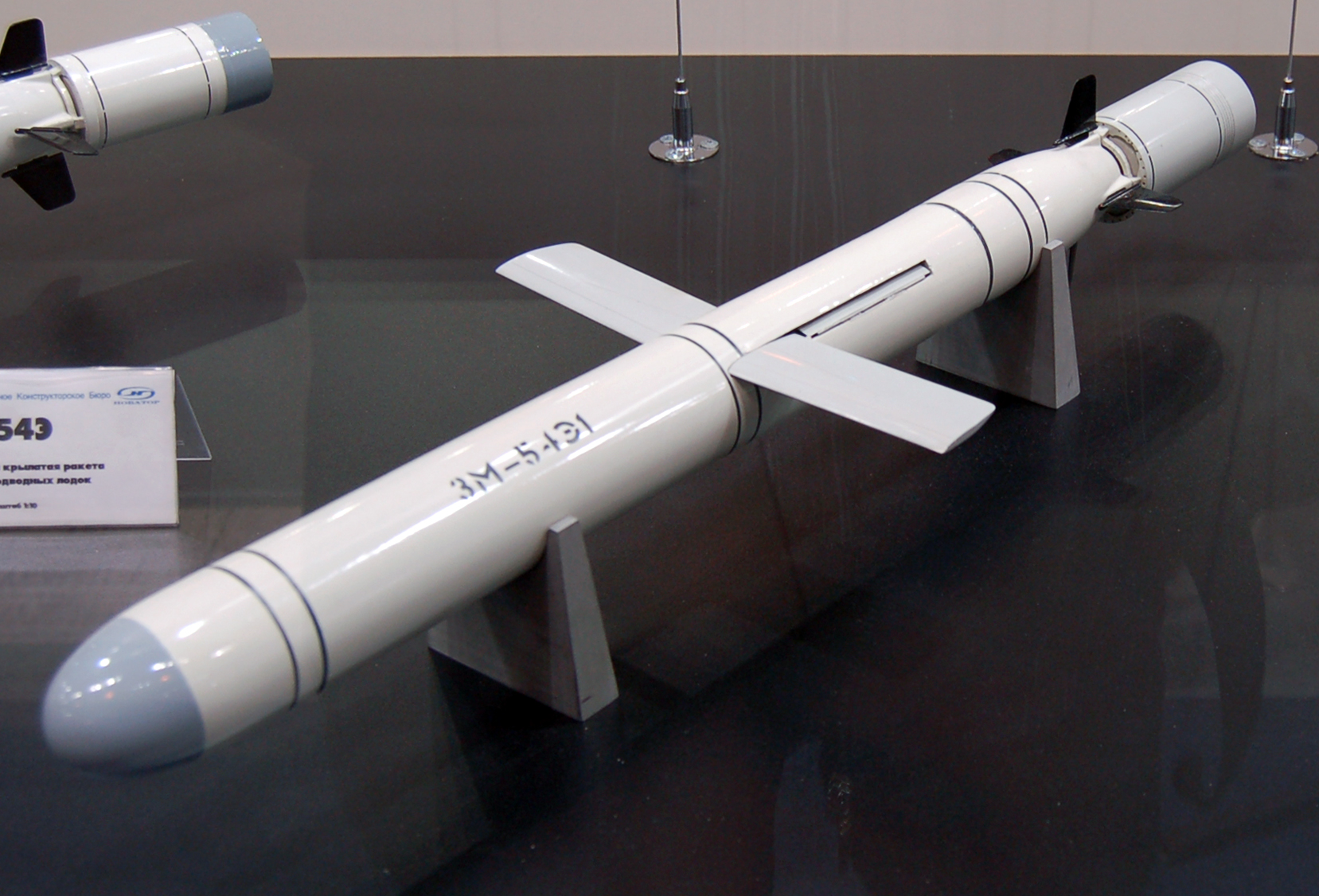
Mô hình 3M-54E1

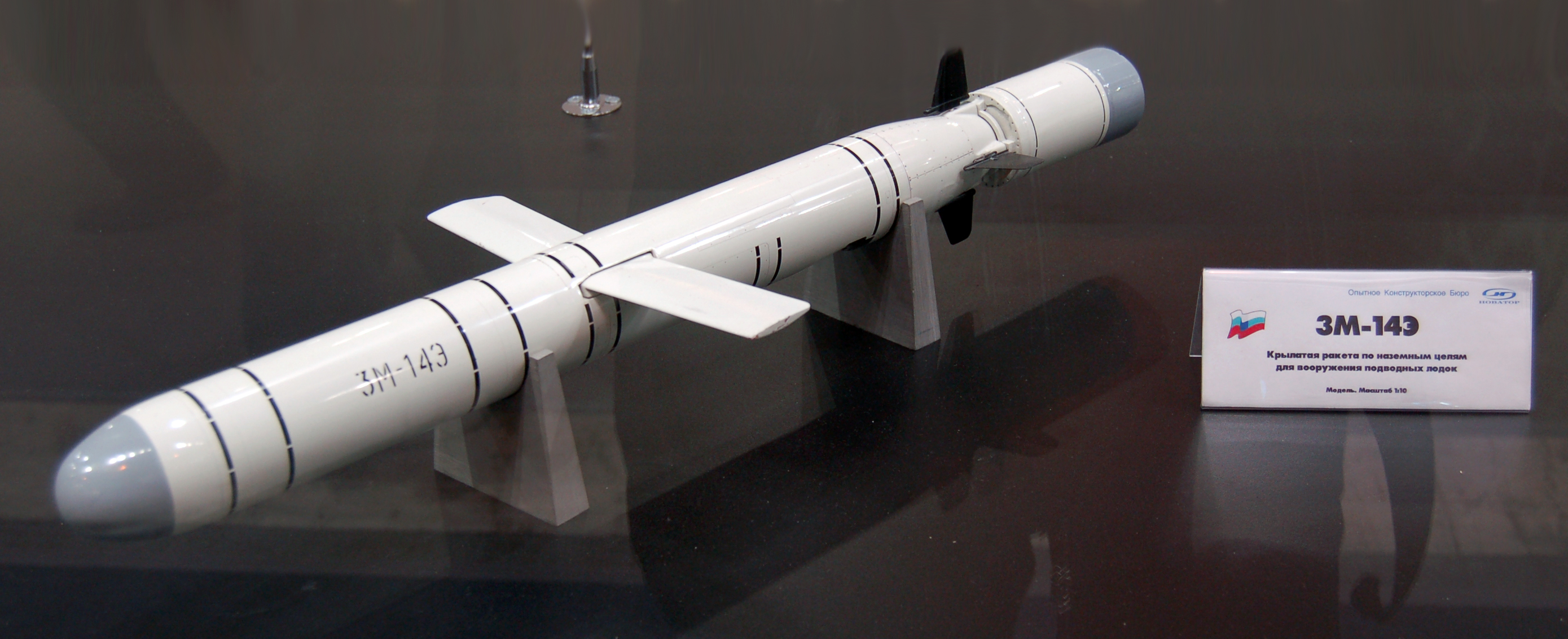
Mô hình 3M-14E

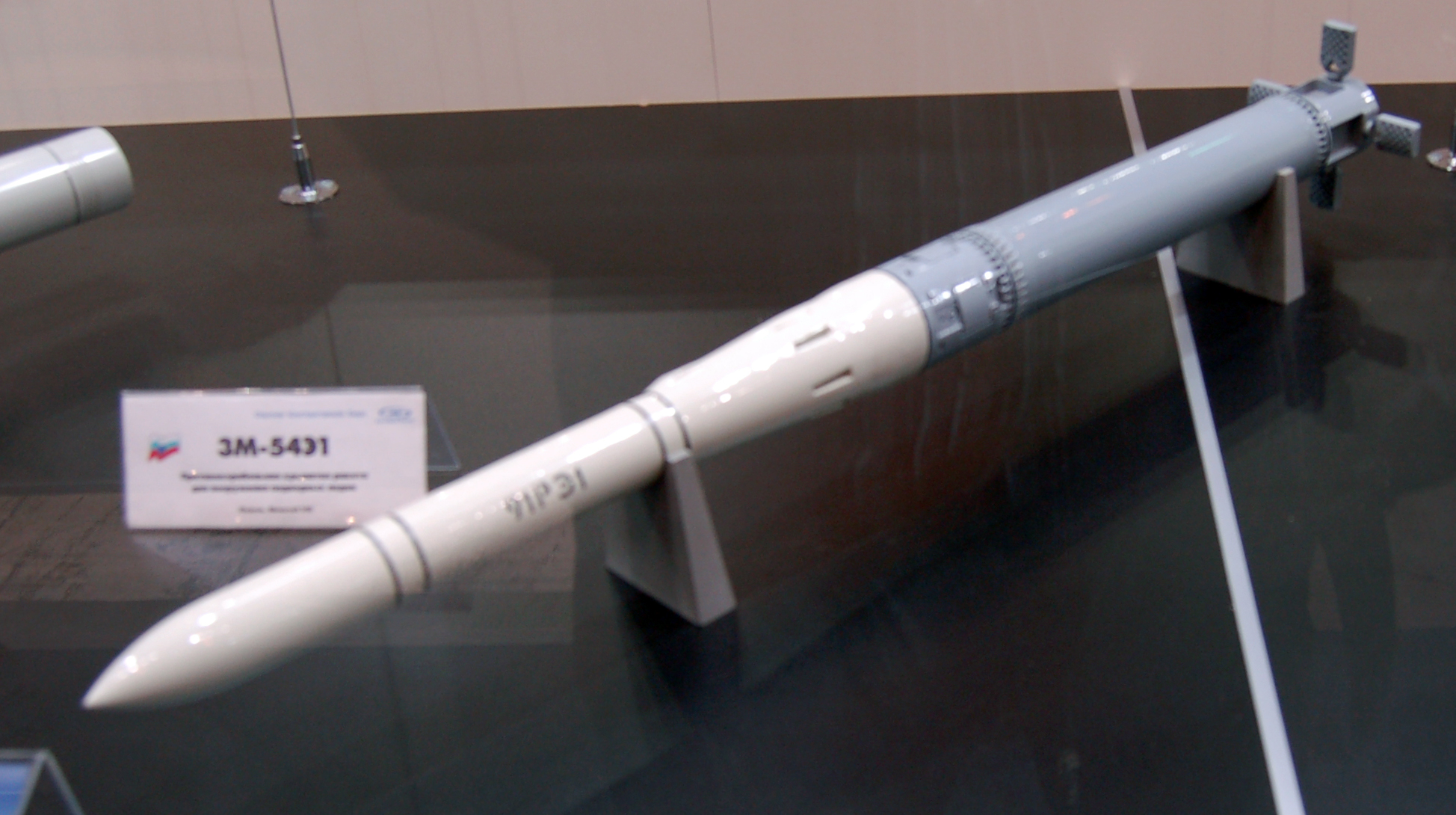
Mô hình 91RE1

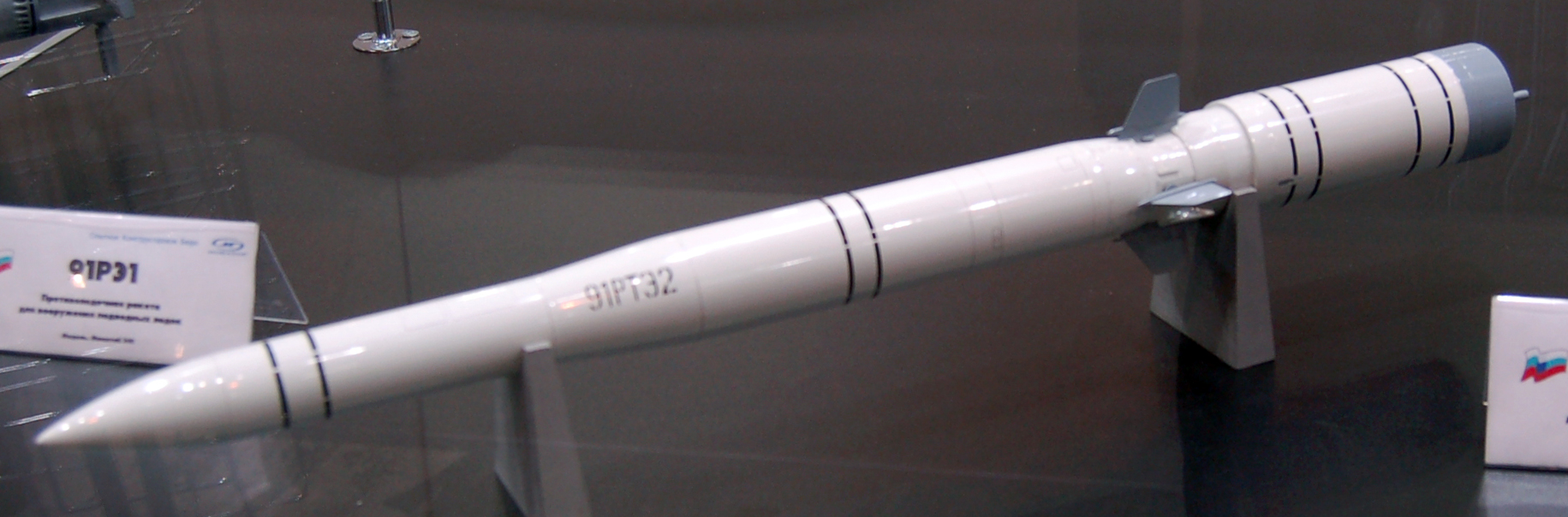
Mô hình 91RTE2

Có 3 cơ cấu phóng chính: Klub-S được thiết kế để phóng từ tàu ngầm, Klub-N được thiết kế để phóng từ tàu nổi, và Klub-K đặt trong container có thể phóng từ nhiều loại phương tiện như tàu hỏa, tàu thủy hay xe chở container. 3 cơ cấu phóng trên có thể trang bị với các đầu đạn và hệ điều khiển sau:
- 3M-54 - Biến thể chống tàu, dài 8.22 m, đầu đạn nặng 200 kg. Tầm bắn 660 km. Bay sát mặt biển với vận tốc cận âm, khi đến gần mục tiêu sẽ tăng vận tốc lên siêu âm (3,0 mach) và độ cao bay là 15 foot (4,6 m).
  - 3M-54E - Biến thể xuất khẩu của 3M-54, tầm bắn bị cắt giảm còn 220 km.
- 3M-14T - Biến thể tấn công mục tiêu trên đất liền có hệ điều khiển quán tính. Dài 8,9 m, đầu nổ 400 kg. Tầm bắn ít nhất là 2.600 km. Một biến thể được phát triển từ năm 2012, được tuyên bố có tầm bắn 4.000 km và vận tốc tối đa ở giai đoạn bay cuối là 3 Mach.
  - 3M-14TE - Biến thể xuất khẩu của 3M-14T, tầm bắn bị cắt giảm còn 300 km.
- 91RE1 - Biến thể chống ngầm phóng từ tàu ngầm, với một ngư lôi chống ngầm. Dài 8.0 m, tầm bắn 50 km. Vận tốc siêu âm. Ngư lôi có một đầu đạn nặng 76 kg. Chỉ dành cho tàu ngầm. Biến thể này cùng với biến thể 91RE2 có tính năng kỹ chiến thuật tương đương như hệ thống tên lửa/ngư lôi ASROC/SUBROC của Mỹ.
- 91RE2 - Biến thể chống ngầm, với một ngư lôi chống ngầm. Dài 6.5 m, tầm bắn 40 km, vận tốc siêu âm. Ngư lôi có một đầu đạn nặng 76 kg. Chỉ dành cho tàu nổi. Đây là biến thể nhẹ nhất trong tất cả các biến thể, trọng lượng phóng là 1300 kg.

## Trang bị
Klub có thể được phóng từ các bệ phóng rất đa dạng từ tàu chiến, ống phóng ngư lôi 533mm của tàu ngầm đến các bệ phóng đặt trên xe tải hoặc tàu hỏa.
Tàu ngầm lớp Kilo của Nga hiện nay là phương tiện phóng cho loại tên lửa này, tương lai tàu ngầm lớp Lada và các biến thể của nó cũng sẽ được trang bị loại tên lửa này. Tàu khu trục lớp Talwar của Ấn Độ hiện nay là phương tiện để phóng loại tên lửa này. Tàu ngầm lớp Akula cũng sẽ được trang bị loại tên lửa này. Tàu khu trục lớp Đô đốc Sergei Gorshkov mới của Nga và Tàu hộ tống lớp Steregushchy sử dụng cùng UKSK VLS (tổ hợp phóng thẳng đứng) như tàu khu trục lớp Talwar nên cũng sẽ mang được tên lửa Klub.
Klub còn có thể được trang bị cho tàu tên lửa cỡ nhỏ như Tàu tên lửa lớp Molniya. Các tàu này tuy chỉ có lượng giãn nước khoảng 550 tấn nhưng cũng có thể lắp đặt 8 quả tên lửa Klub, với các ống phóng nghiêng chia đều 2 bên thân tàu. Các tàu hộ tống tên lửa Dagestan (lớp Gepard 11611K), và 3 tàu tên lửa cỡ nhỏ lớp Buyan-M (Project 21631) cũng có thể mang 8 tên lửa mỗi tàu.
Một số nhà phân tích cũng cho rằng một biến thể phóng từ trên không cũng đang được phát triển để trang bị cho máy bay Tu-142 hiện nay đang phục vụ trong Hải quân Nga và Ấn Độ, và dự đoán Tu-22M3 của Hải quân Ấn Độ cũng sẽ được trang bị loại tên lửa này.
Một phiên bản đặt trong các contener cũng được phát triển bởi Phòng thiết kế Novator có tên gọi là Klub-K. Phiên bản này đặc biệt nguy hiểm vì nó ngụy trang giống hệ các contener chở hàng nên rất khó để phát hiện và có thể được mang bằng tàu hàng, xe tải, tàu hỏa. Mỗi contener mang được 4 quả tên lửa. Biến thể này được giới thiếu thiệu vào năm 2010.

## Quốc gia sử dụng
NgaHải quân Nga sử dụng biến thể Klub-S cho tàu ngầm lớp Kilo, tàu ngầm lớp Lada và tàu ngầm lớp Akula.
 Ấn ĐộHải quân Ấn Độ sử dụng cả biến thể Klub-S và Klub-N cho tàu ngầm lớp Kilo (Ấn Độ còn gọi là lớp Sindhughosh), tàu khu trục lớp Shivalik và tàu khu trục lớp Talwar
 AlgérieHải quân Algeria sử dụng biến thể Klub-S cho tàu ngầm lớp Kilo
 Trung QuốcHải quân Quân Giải phóng Nhân dân Trung Quốc sử dụng biến thể Klub-S cho tàu ngầm lớp Kilo
 Việt NamHải quân Nhân dân Việt Nam sử dụng biến thể Klub-S cho tàu ngầm lớp Kilo